# Bovonia diphylla
Bovonia és un gènere amb només una espècie, Bovonia diphylla Chiov., 1923. d'angiospermes que pertany a la família de les lamiàcies. És un gènere natiu de l'Àfrica

## Font
- Nuovo Giorn. Bot. Ital., n.s., 29: 114 (1923).[3]